# Abdullah bin Abdulkadir
Abdullah bin Abdulkadir (Munshi) (ur. 1796 w Malakce, zm. 1854 w Dżuddzie) – malajski pisarz i pamiętnikarz.

## Życiorys
Był częściowo pochodzenia arabskiego (jemeńskiego), a częściowo tamilskiego. Nauczał malajskiego indyjskich żołnierzy z garnizonu w Malakce, a później również brytyjskich i amerykańskich misjonarzy i przedsiębiorców. Był opistą i kancelistą Stamforda Rafflesa, tłumaczem Ewangelii i innych tekstów na malajski dla Londyńskiego Towarzystwa Misyjnego od 1815, a 20 lat później służył jako drukarz misjonarzy. Był prekursorem współczesnej literatury malajskiej i indonezyjskiej. Przyczynił się do stworzenia podstaw malaistyki. Polskie tłumaczenie fragmentów jego pamiętników zostało wydane pt. Dzieje Abdullaha i Podróż do Mekki w Antologii literatury malajskiej Roberta Stillera w 1971.